# Metodo Cappeler

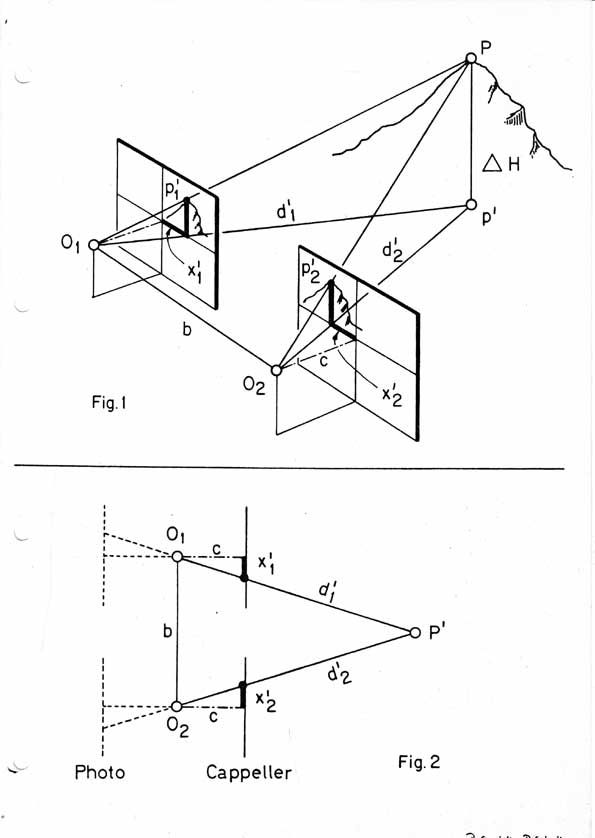
Ipotetico schema del metodo Cappeler

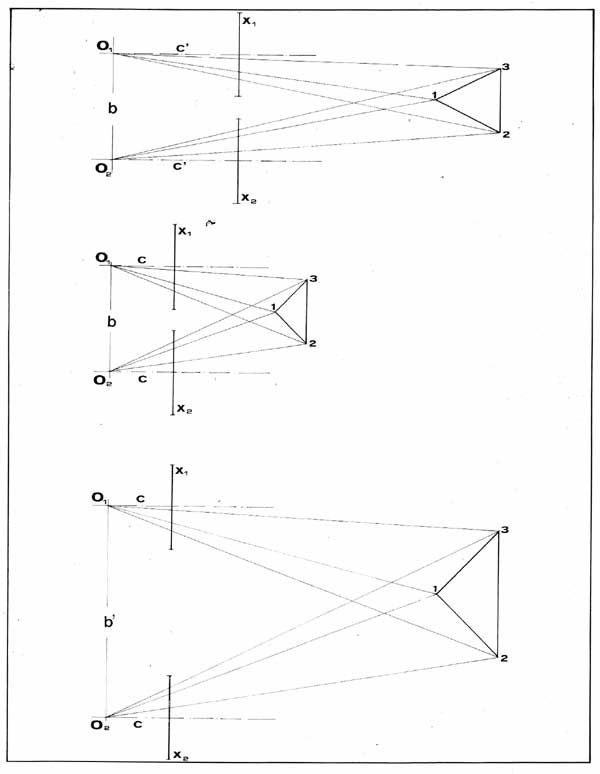
deformazione del modello ottico con la variazione della distanza principale

Il metodo Cappeler è una tecnica di rilievo che permette di acquisire dei dati metrici di un oggetto (forma e posizione) tramite l'impiego di due prospettive per ricavare un planimetria.

## Storia
Il metodo Cappeler può considerarsi l'antenato della fotogrammetria, infatti pare che il primo impiego di due prospettive per ricavare una planimetria risalga al 1726 e sia da attribuirsi a M. A. Cappeler, medico ed ingegnere di Lucerna.

## Principio
Lo schema usato è quello riportato in figura,  anche se si può supporre che, nell'esperienza originaria, gli assi principali delle due prospettive (semirette condotte dai punti di osservazione O1 e O2 ai piani di proiezione) non fossero paralleli ma convergenti.
Per rilevare il monte Pilatus, Cappeler lo ha osservato, attraverso due lastre uguali, piane e trasparenti, distanti tra di loro di una lunghezza b detta base. Su di esse ha tracciato un sistema di riferimento cartesiano ortogonale e, sulle perpendicolari condotte  dall'origine, ha scelto due punti O1 e O2 posti, dalle rispettive lastre, ad una distanza c detta distanza principale.
Limitiamoci, per semplicità, alla rappresentazione planimetrica del punto P ed indichiamo con P1' e P2' le sue proiezioni rispettive sulle lastre, le cui ascisse saranno rispettivamente x1' e x2'.
Per la restituzione s'immagina che abbia tracciato, sulla carta, un segmento b uguale alla base e, per gli estremi, condotte due rette parallele tra di loro, ma perpendicolari alla base. Su queste parallele, a partire dai punti   O1 e O2, ha rappresentato la distanza principale c, utile per disegnare la rappresentazione sul piano delle due lastre. Su queste ha riportato le ascisse x1' e x2', indispensabili per rappresentare, sul piano le semirette  proiettanti il punto P', rappresentazione planimetrica del punto P scelto.
Se ne deduce che:
- per avere una buona precisione, è opportuno aumentare la base b, in pratica si fa ricorso alla stereoscopia artificiale;
- per ridurre nella scala desiderata la rappresentazione planimetrica, è sufficiente  riprodurre in scala la base b, mantenendo inalterati tutti gli altri dati;
- per alterare  la profondità del modello rappresentato, basta variare, nella fase di restituzione, la lunghezza della distanza principale c.